# God Is Alone
 (novembre 2018).
Si vous disposez d'ouvrages ou d'articles de référence ou si vous connaissez des sites web de qualité traitant du thème abordé ici, merci de compléter l'article en donnant les références utiles à sa vérifiabilité et en les liant à la section « Notes et références ».
Albums de My Dying Bride
Towards the Sinister (Démo)
(1990) Symphonaire Infernus Et Spera Empyrium (EP)
(1991)
God Is Alone est le premier EP du groupe britannique pionnier du death-doom My Dying Bride, sorti en 1991 en vinyle 7" sur le label indépendant français Listenable Records, dans une édition limitée numérotée à 1 000 exemplaires.
Cet EP permet au groupe d'être approché par Peaceville Records qui leur offre un contrat d'enregistrement. My Dying Bride enregistre, depuis, pour Peaceville.
Les deux titres sont réenregistrés en tant que face B pour la première sortie du groupe avec le nouveau label, Symphonaire Infernus Et Spera Empyrium, quelques mois plus tard. Les versions originales n'ont jamais été rééditées, contrairement au reste du matériel rare du groupe.

## Liste des titres
|      | Face A             |      |
| A.   | God Is Alone       | 4:55 |
|      | Face B             |      |
| B.   | De Sade Soliloquay | 4:37 |
| 9:32 |                    |      |

## Membres du groupe
- Aaron Stainthorpe : chant
- Rick Miah : batterie
- Andrew Craighan : guitare, basse
- Calvin Robertshaw : guitare